# Onomaru
Onomaru ist ein Ort mit einer Landfläche von 0,21 km² im nördlichen Teil des pazifischen Archipels der zum Inselstaat Kiribati gehörenden Gilbertinseln nahe dem Äquator. 2020 wurden 243 Einwohner gezählt.

## Geographie
Onomaru liegt im Südwesten des Atolls Butaritari. Der Ort ist durch eine Straße mit Ukiangang im Südwesten und Temanokunuea im Nordosten verbunden.

## Klima
Das Klima ist tropisch heiß, wird jedoch von ständig wehenden Winden gemäßigt. Ebenso wie die anderen Orte der nördlichen Gilbertinseln wird Onomaru gelegentlich von Zyklonen heimgesucht.